# Selat Panjang Timur
Selat Panjang Timur is een bestuurslaag in het regentschap Meranti-eilanden van de provincie Riau, Indonesië. Selat Panjang Timur telt 14.298 inwoners (volkstelling 2010).